# Révolte au large
Pour plus de détails, voir Fiche technique et Distribution.
Révolte au large (This Woman is Mine) est un film américain réalisé par Frank Lloyd, sorti en 1941.

## Synopsis
Une jeune femme embarque à bord d'un navire, ce qui va créer des tensions au sein de l'équipage. 

## Fiche technique
- Titre original : This Woman is Mine
- Titre français : Révolte au large
- Réalisation : Frank Lloyd
- Scénario : Seton I. Miller, Gilbert Gabriel et Frederick J. Jackson
- Photographie : Milton R. Krasner
- Montage : Edward Curtiss
- Musique : Richard Hageman
- Pays de production : États-Unis
- Format : Noir et blanc - 1,37:1 - Mono
- Genre : drame
- Durée : 92 minutes
- Date de sortie : 1941

## Distribution
- Franchot Tone : Robert Stevens
- John Carroll : Ovide de Montigny
- Walter Brennan : Jonathan Thorne
- Carol Bruce : Julie Morgan
- Nigel Bruce : Duncan MacDougall
- Paul Hurst : Mumford
- Frank Conroy : Fox
- Leo G. Carroll : Angus 'Sandy' McKay
- Abner Biberman : Lamazie
- Sig Ruman : John Jacob Astor
- Morris Ankrum : Roussel
- Louis Mercier : Marcel
- Iron Eyes Cody (non crédité) : Indien belliqueux
- Charles Judels